# 扎基尔·侯赛因玫瑰园

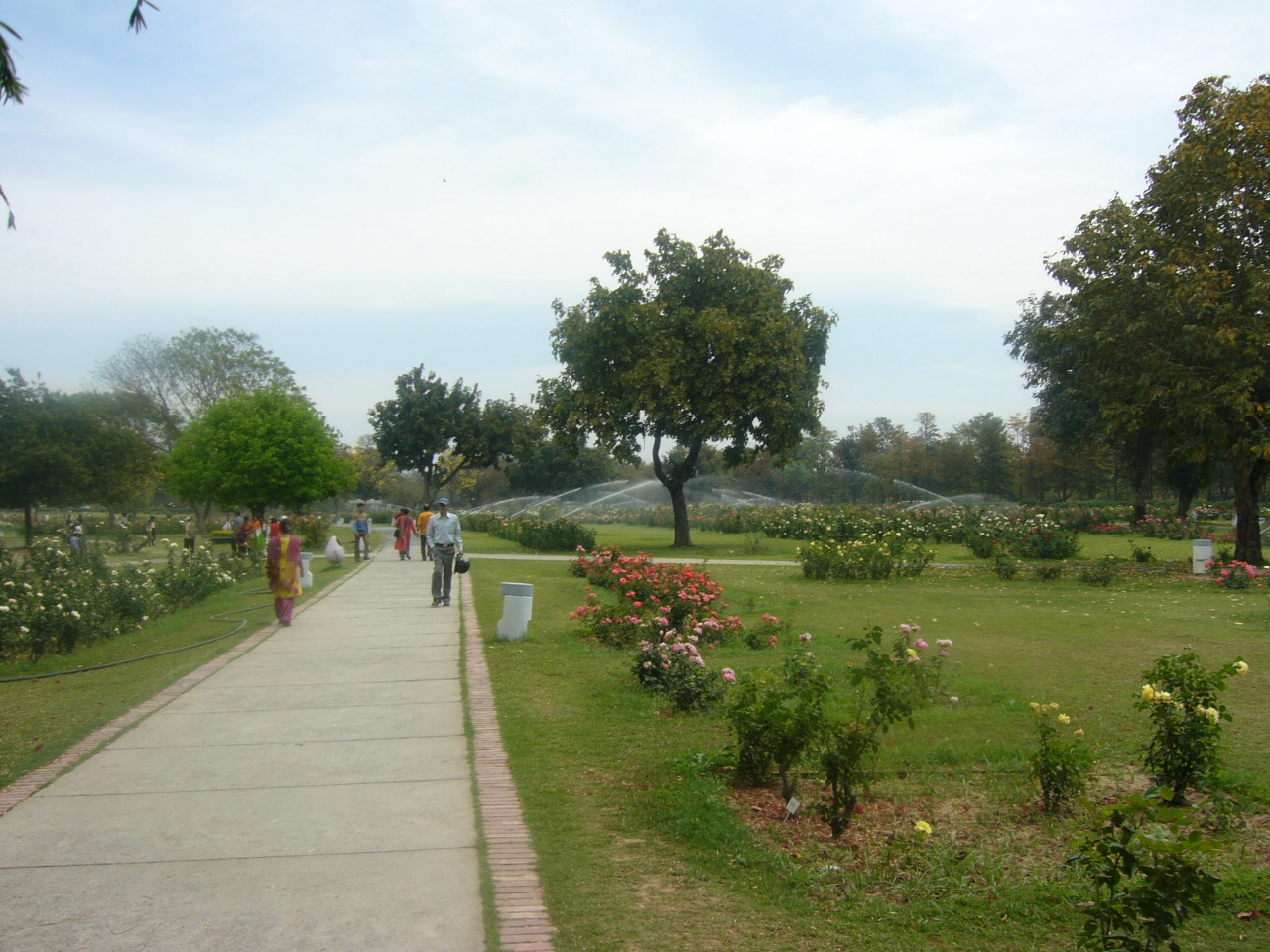
玫瑰园

扎基尔·侯赛因玫瑰园（Zakir Hussain Rose Garden）是印度昌迪加尔 的一个植物园，占地30英畝（120,000平方），种植了1600个不同品种的5 万株玫瑰 以印度前总统扎基尔·侯赛因命名。于1967年，由昌迪加尔的第一任首席专员莫欣德·辛格·兰达瓦博士创建，是亚洲最大的玫瑰园。 花园里不仅种植玫瑰，还在草坪和花坛种植一些药用植物，包括木橘、樟脑和黄色鳳凰木。
扎基尔玫瑰园是举办昌迪加尔一年一度（每年二月或三月）的重大文化活动玫瑰节（Rose Festival）的场地。

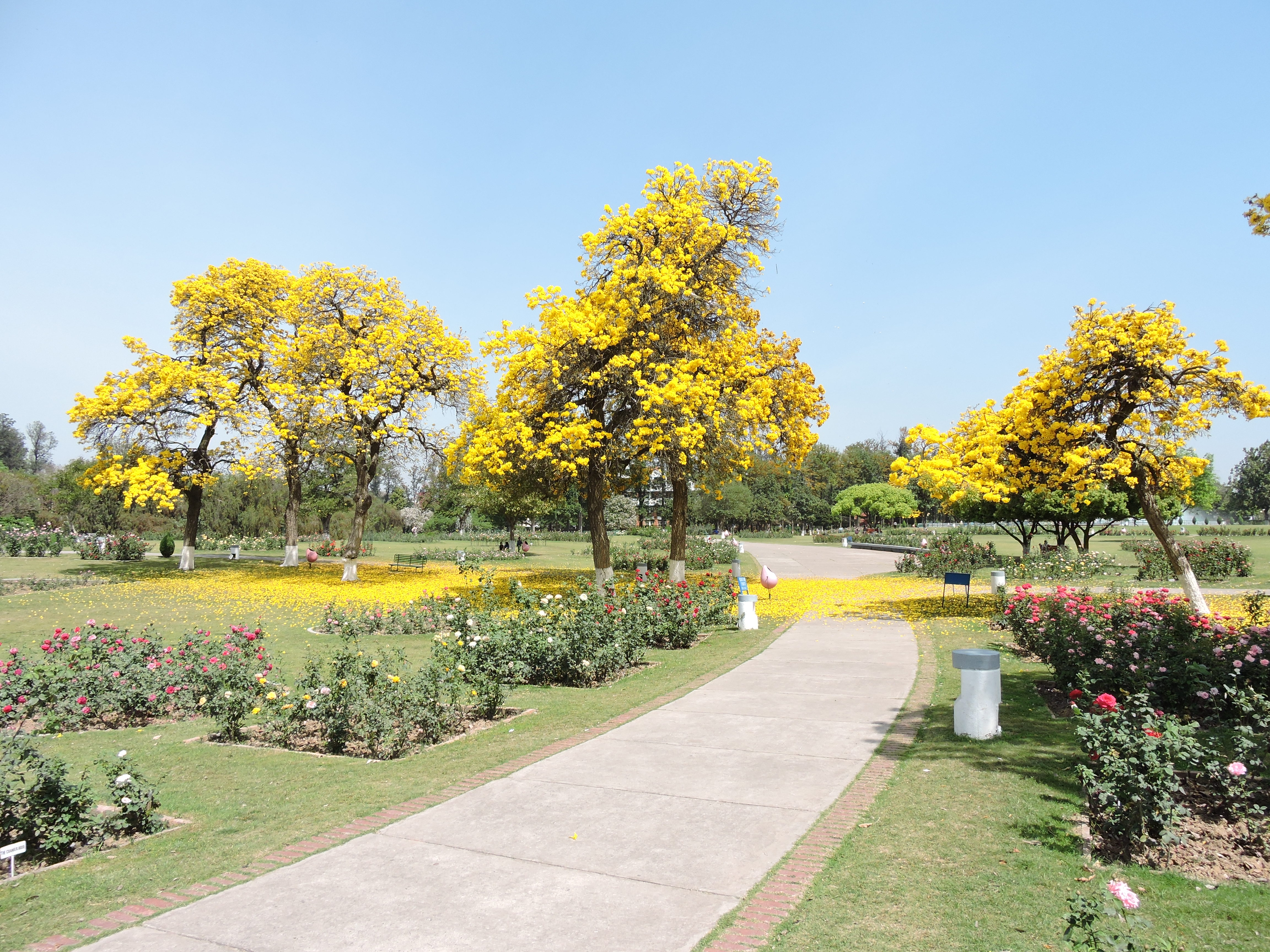
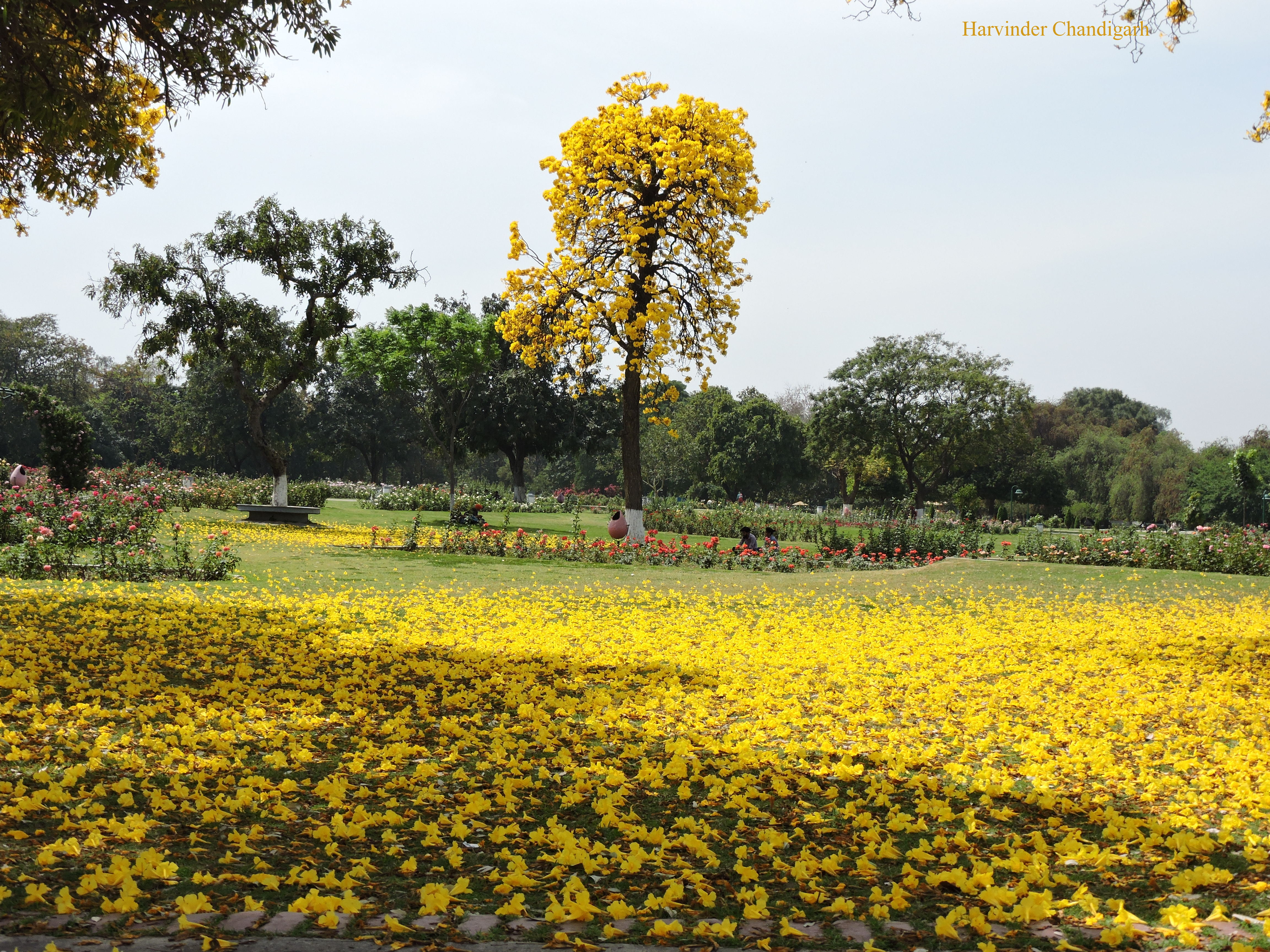
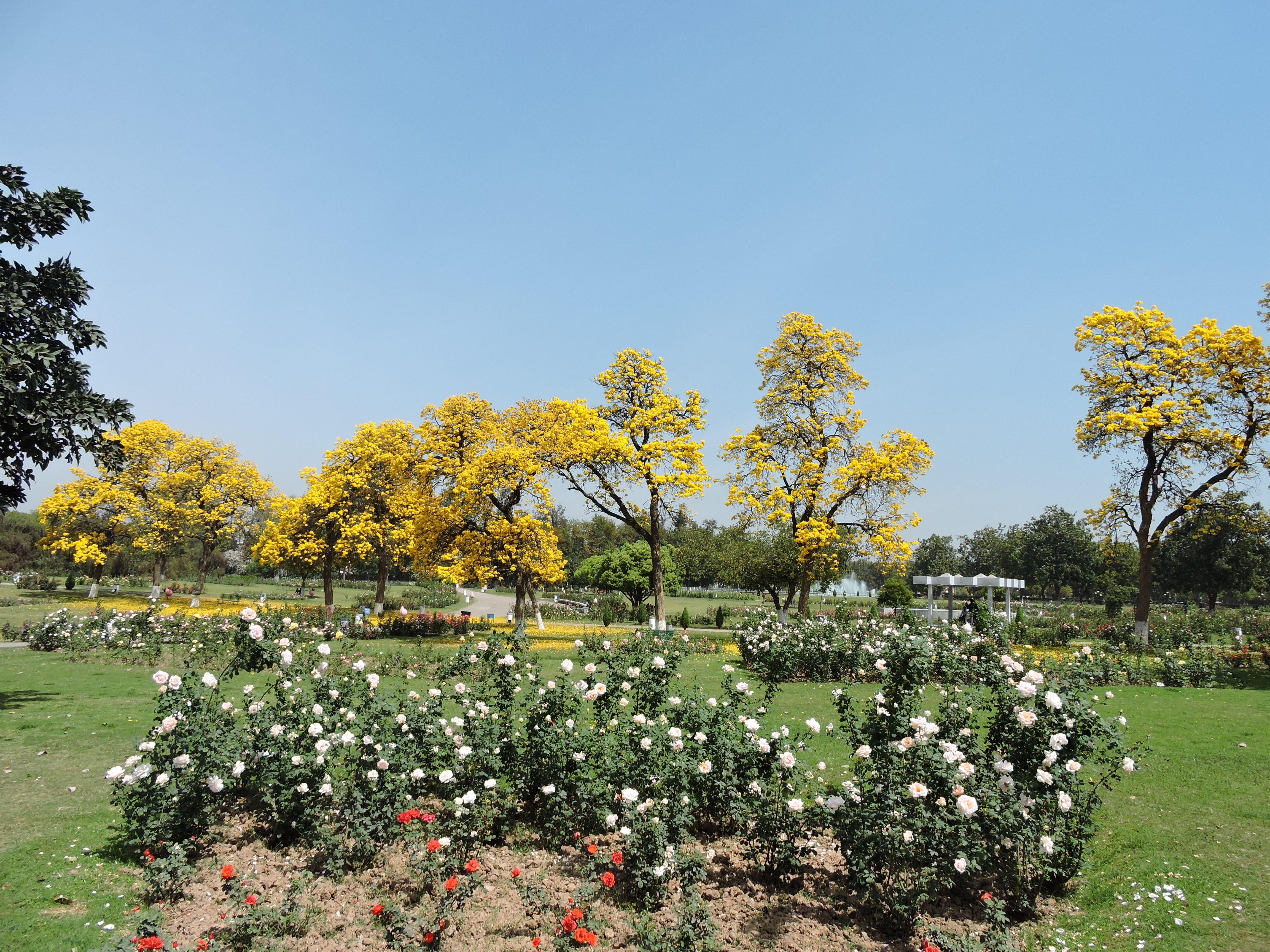
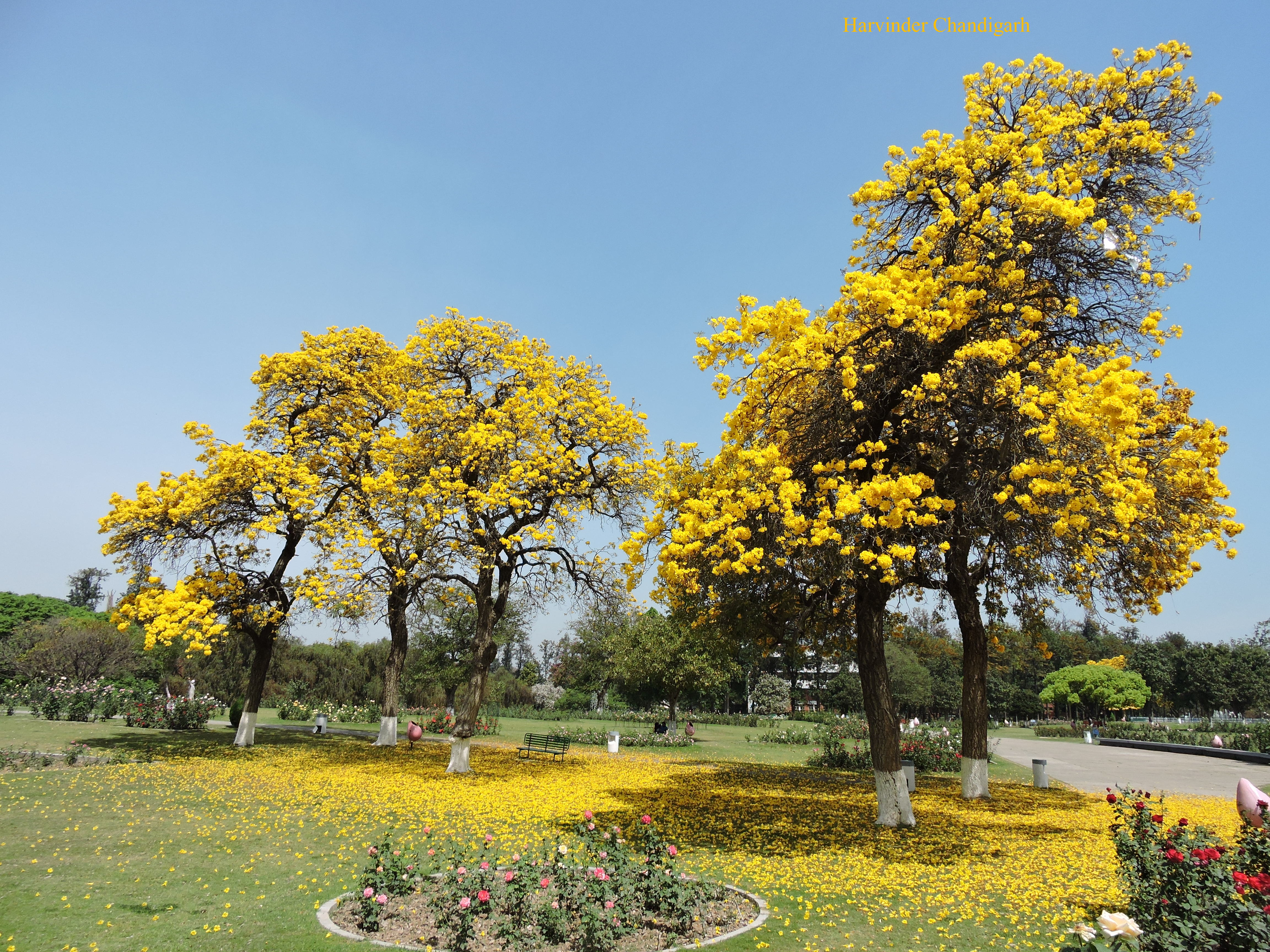
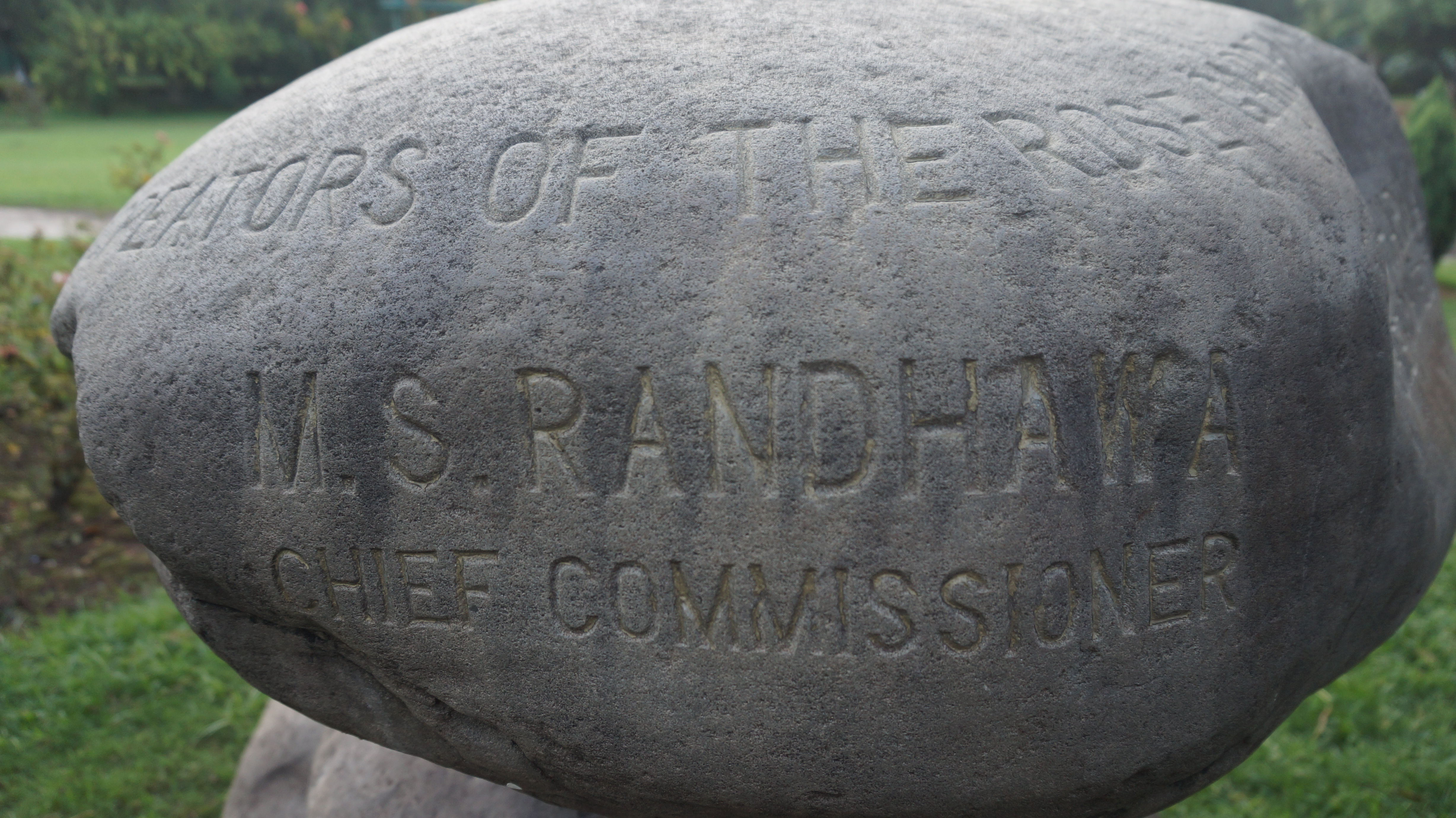
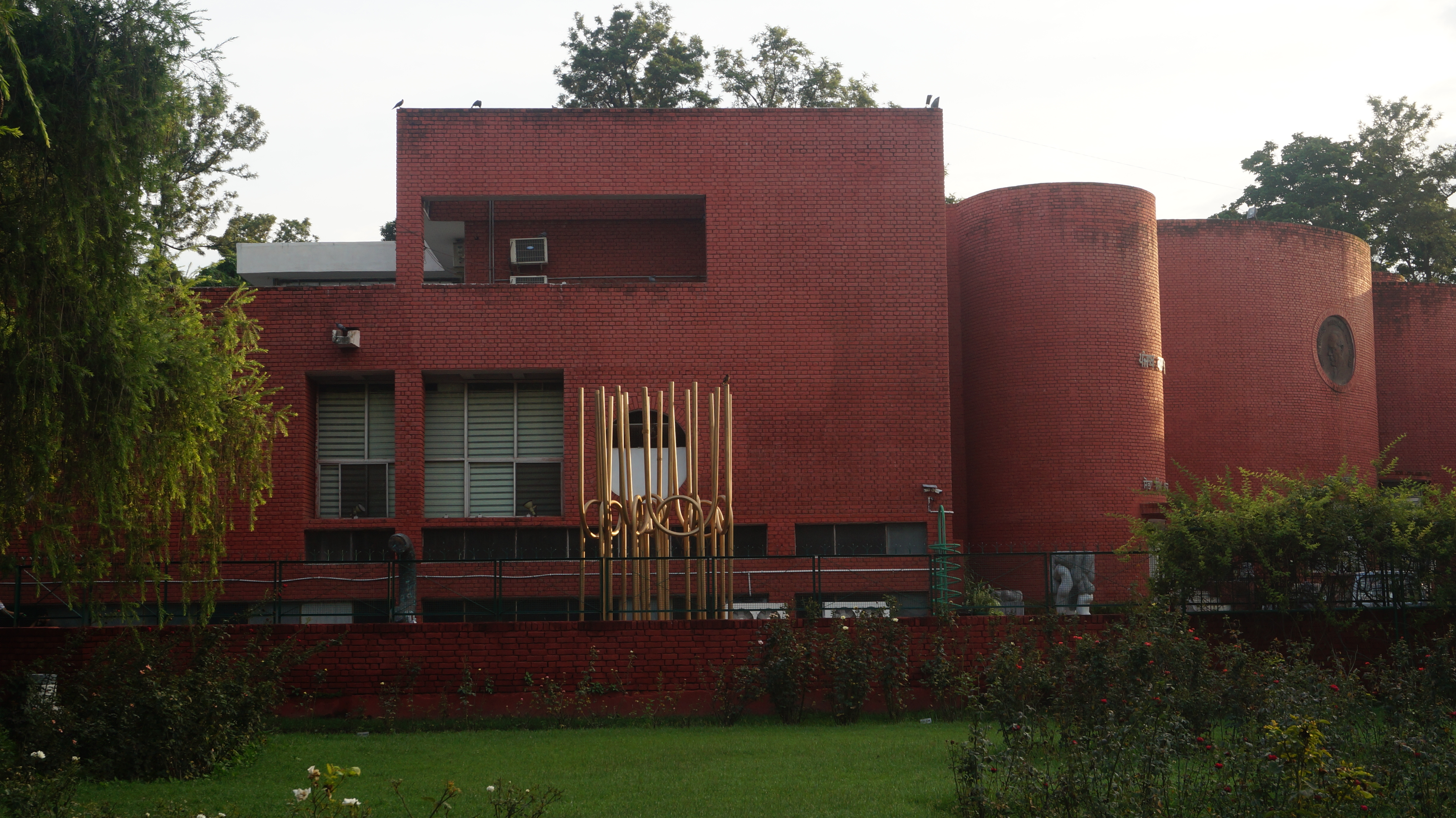
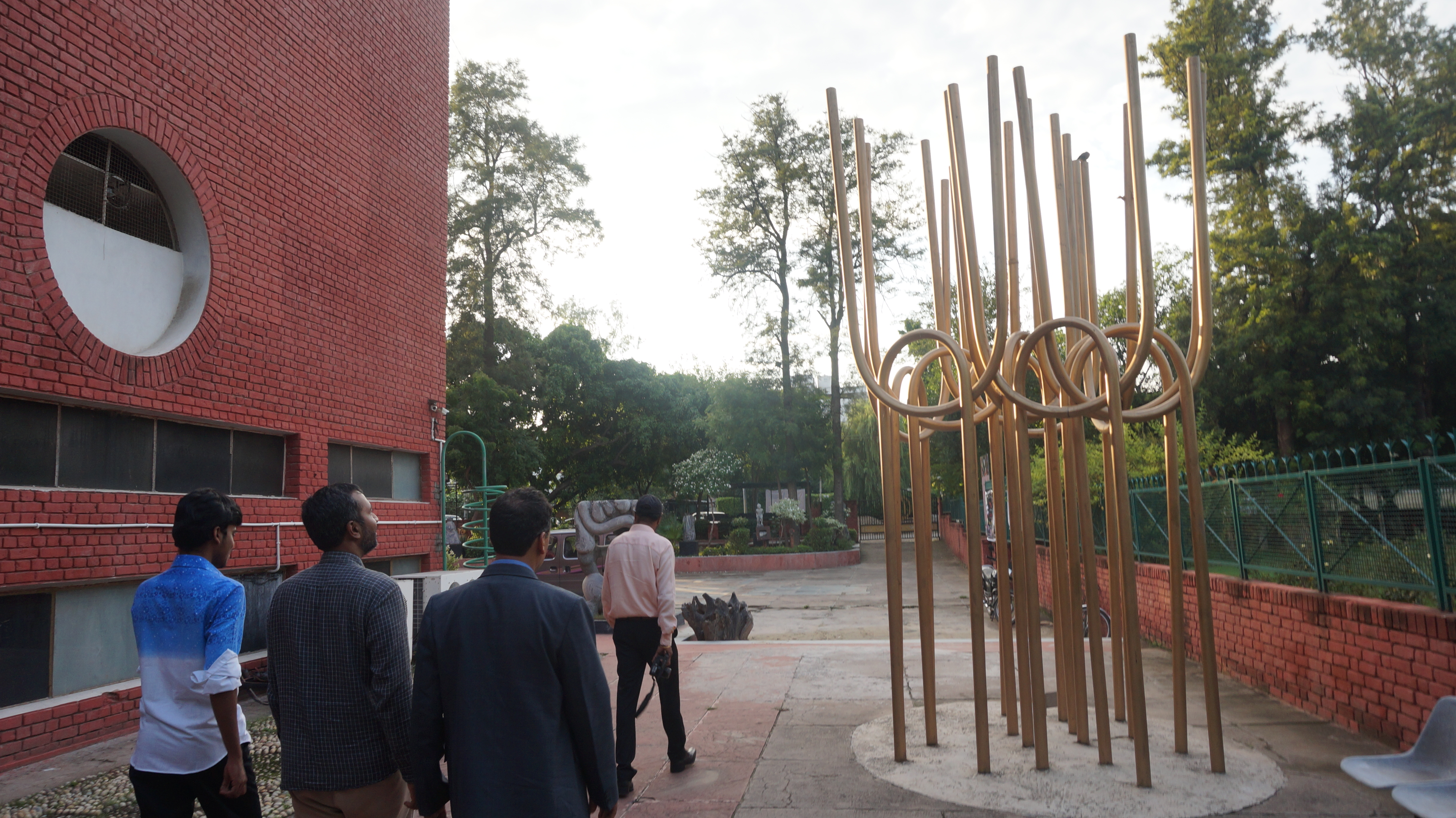
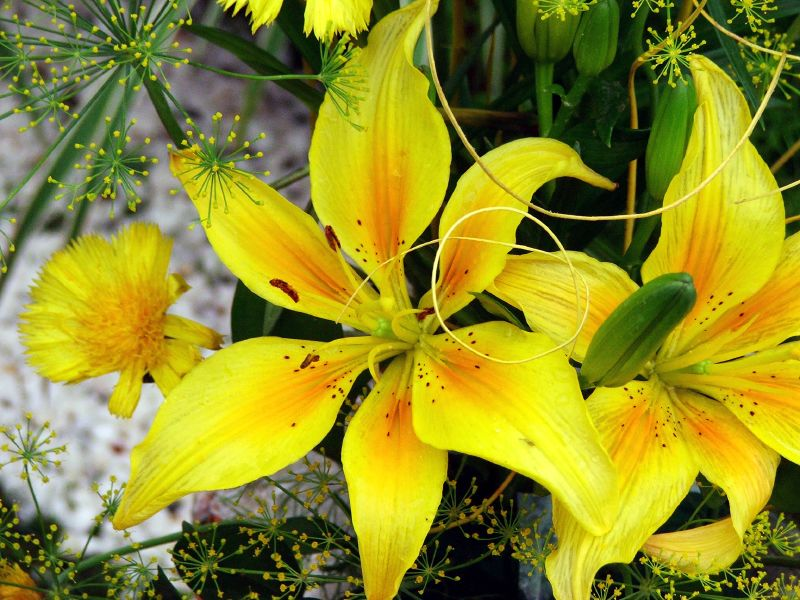
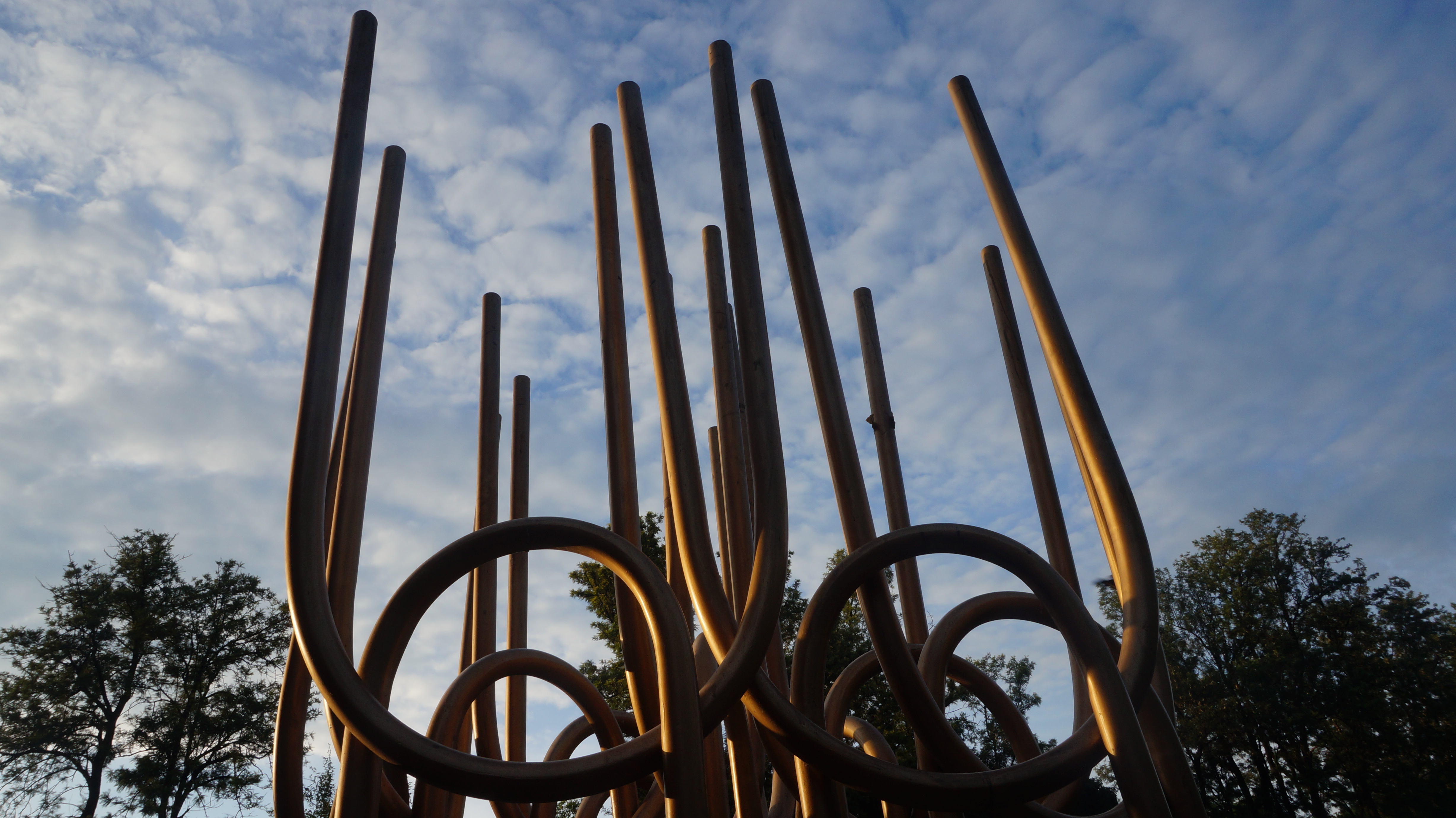
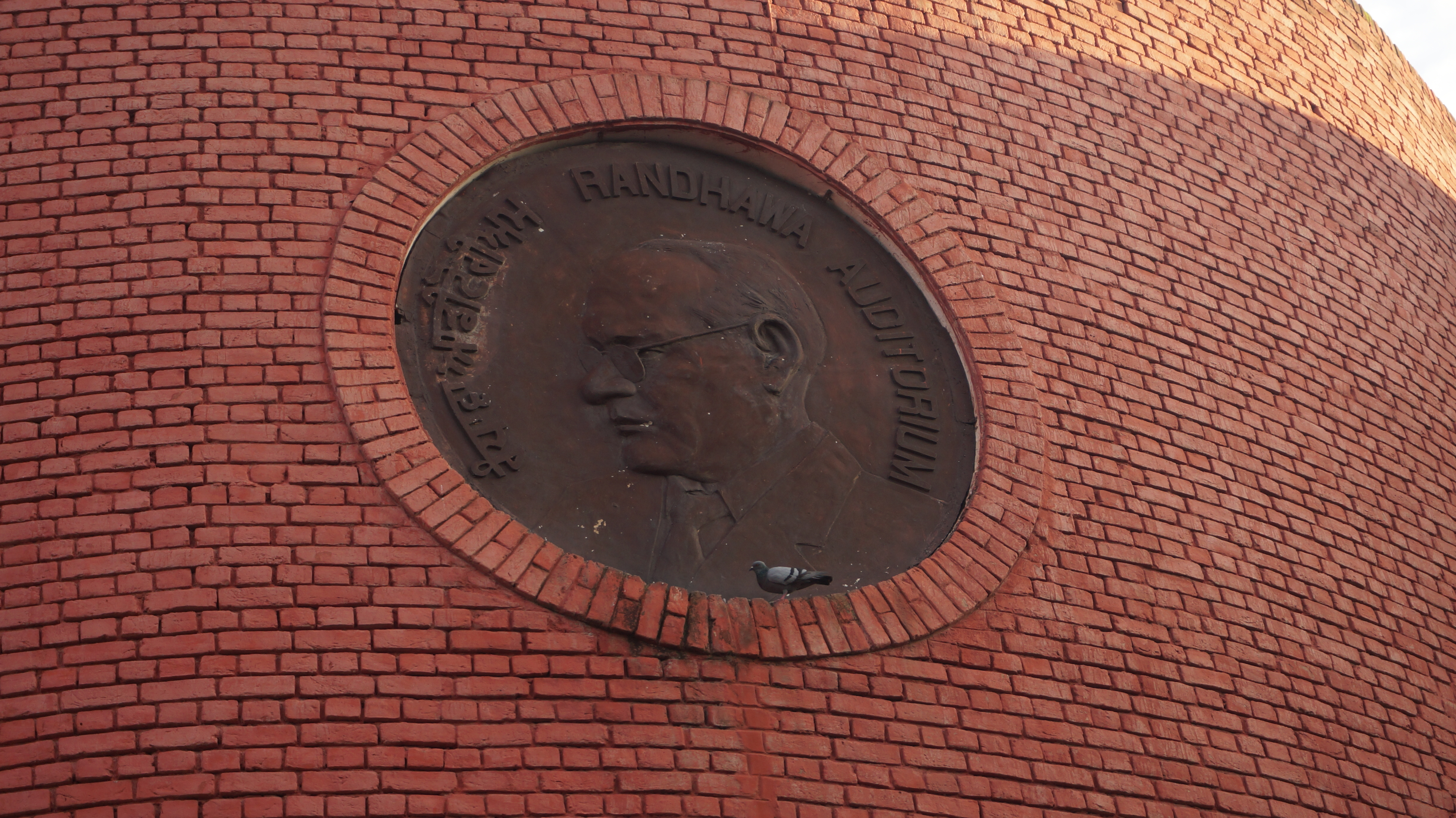
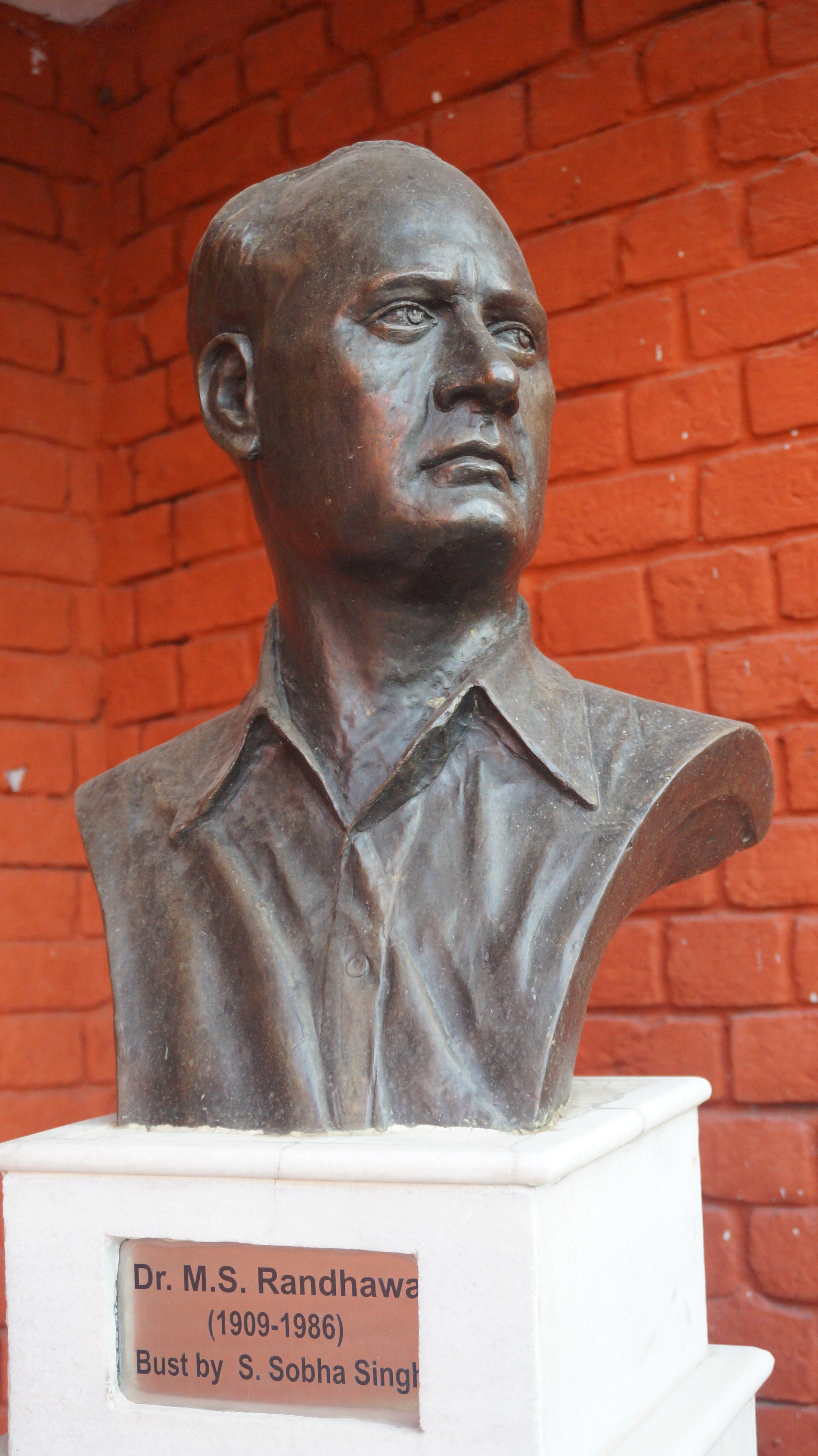
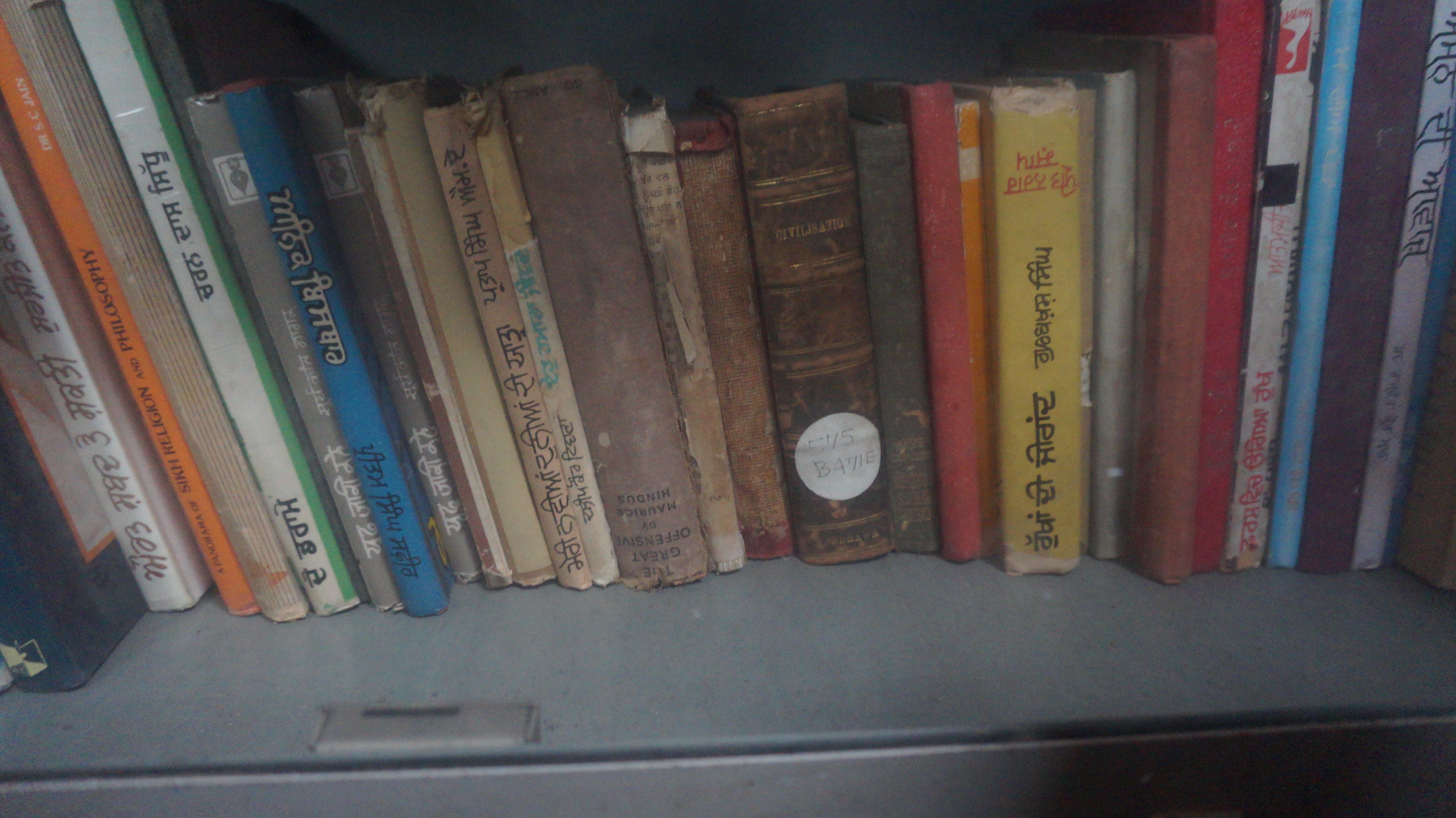
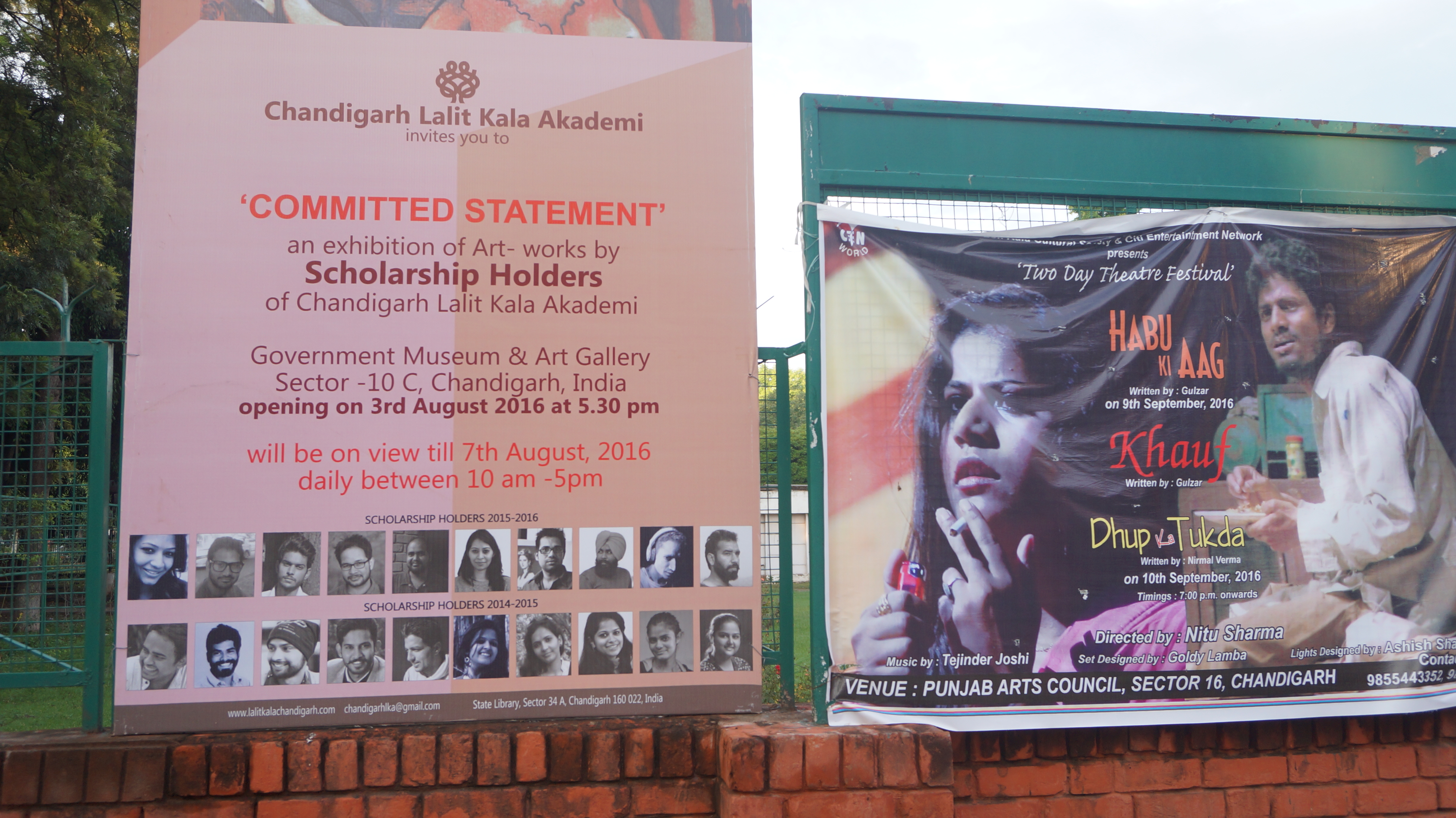
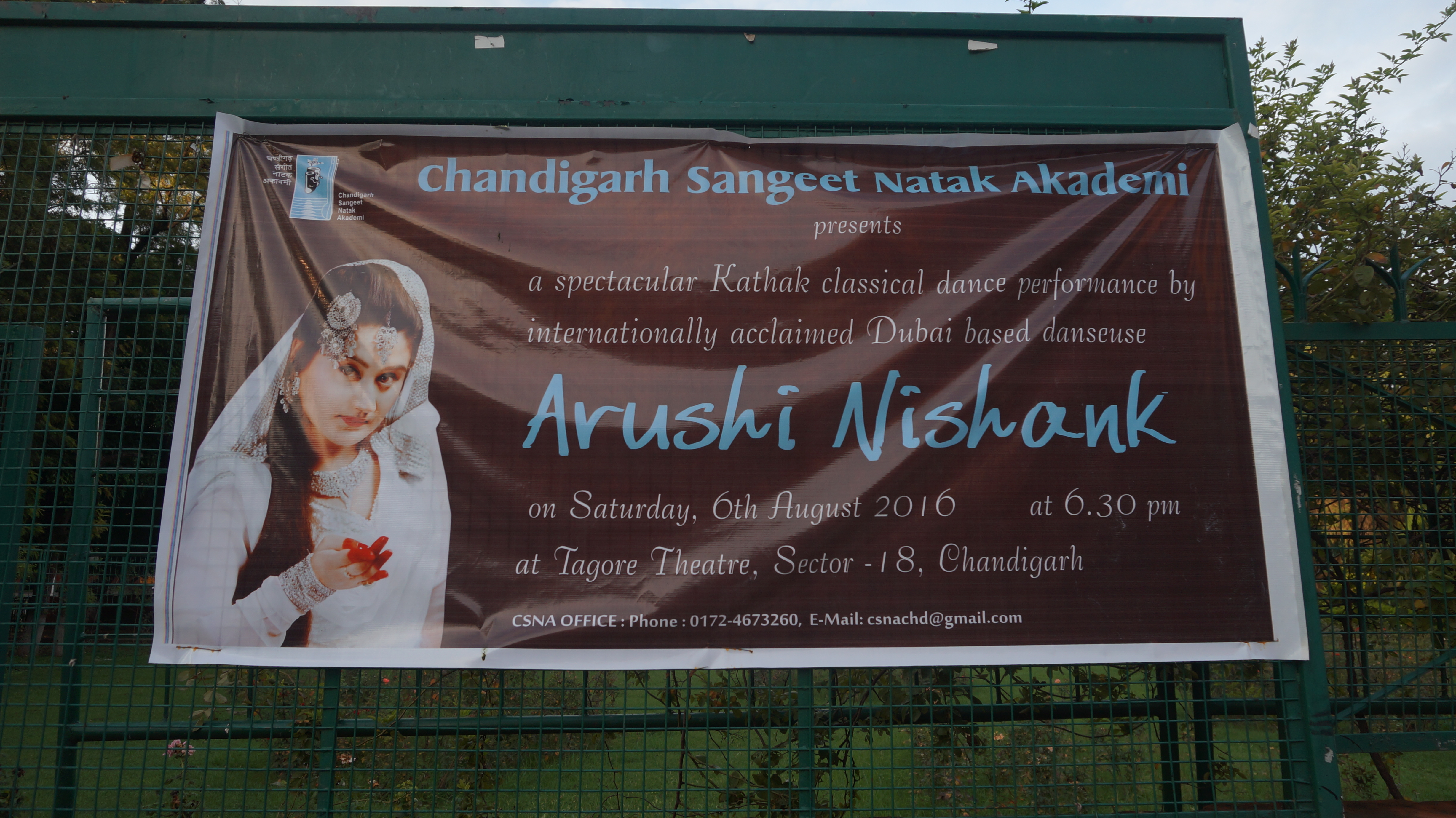
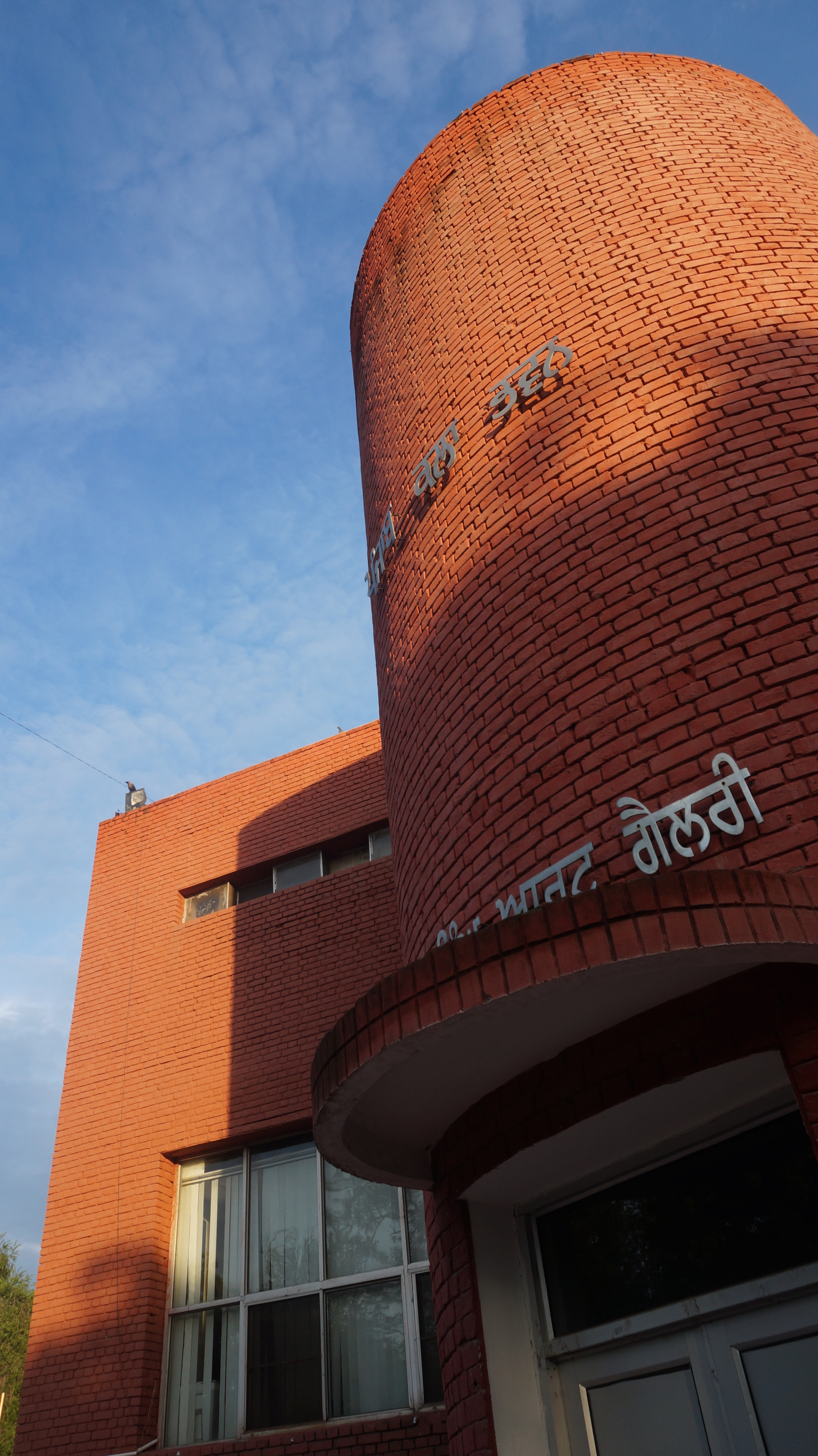